# Suggrönling
Suggrönling (Gastromyzon borneensis) är en fiskart som beskrevs av Günther, 1874. Suggrönling ingår i släktet Gastromyzon och familjen grönlingsfiskar. Inga underarter finns listade i Catalogue of Life.